# Karl Birnbaum
För agronomen Karl Birnbaum, se Karl Birnbaum (1829-1907)
Karl E. Birnbaum, född 22 juli 1924 i Breslau i Tyskland, död 3 januari 2012 i Stockholm, var en tysk-svensk historiker.
Karl Birnbaum växte upp i Warszawa som son till journalisten Immanuel Birnbaum och Lucia Richter. Familjen flydde hösten 1939 vid Tysklands invasion av Polen och kom till Sverige över Lettland och Finland. Han tog studenten i Stockholm 1945, en filosofie kandidatexamen vid Stockholms högskola 1948, en filosofie licentiatexamen 1951 och disputerade 1958 i historia vid Stockholms högskola på en avhandling om fredstrevare och krigföring under första världskriget.
Han var amanuens vid Utrikespolitiska institutet 1951–52, docent i historia vid Stockholms högskola 1958–60 och chef för Utrikespolitiska institutet mellan 1960 och 1970. Åren 1979–82 bodde han i Wien som direktör för det då av Bruno Kreisky initierade Österreichisches Institut für Internationale Politik och där fick han också professors namn. Åren 1988–93 var han chef för European University Centre for Peace Studies i Wien.
Karl Birnbaum var sedan 1953 gift med Britta Linder (född 1930) och var far till Daniel Birnbaum.